# Dạ cổ hoài lang
Dạ cổ hoài lang là bản nhạc do nhạc sĩ Cao Văn Lầu sáng tác, nói về việc nghe tiếng trống trong đêm mà thương nhớ chồng. Từ bản Dạ cổ hoài lang mỗi câu 2 nhịp, các nghệ sĩ sau này chuyển lên 4 nhịp rồi 8 nhịp, mà thành bài vọng cổ đầu tiên.

## Nguyên nhân ra đời

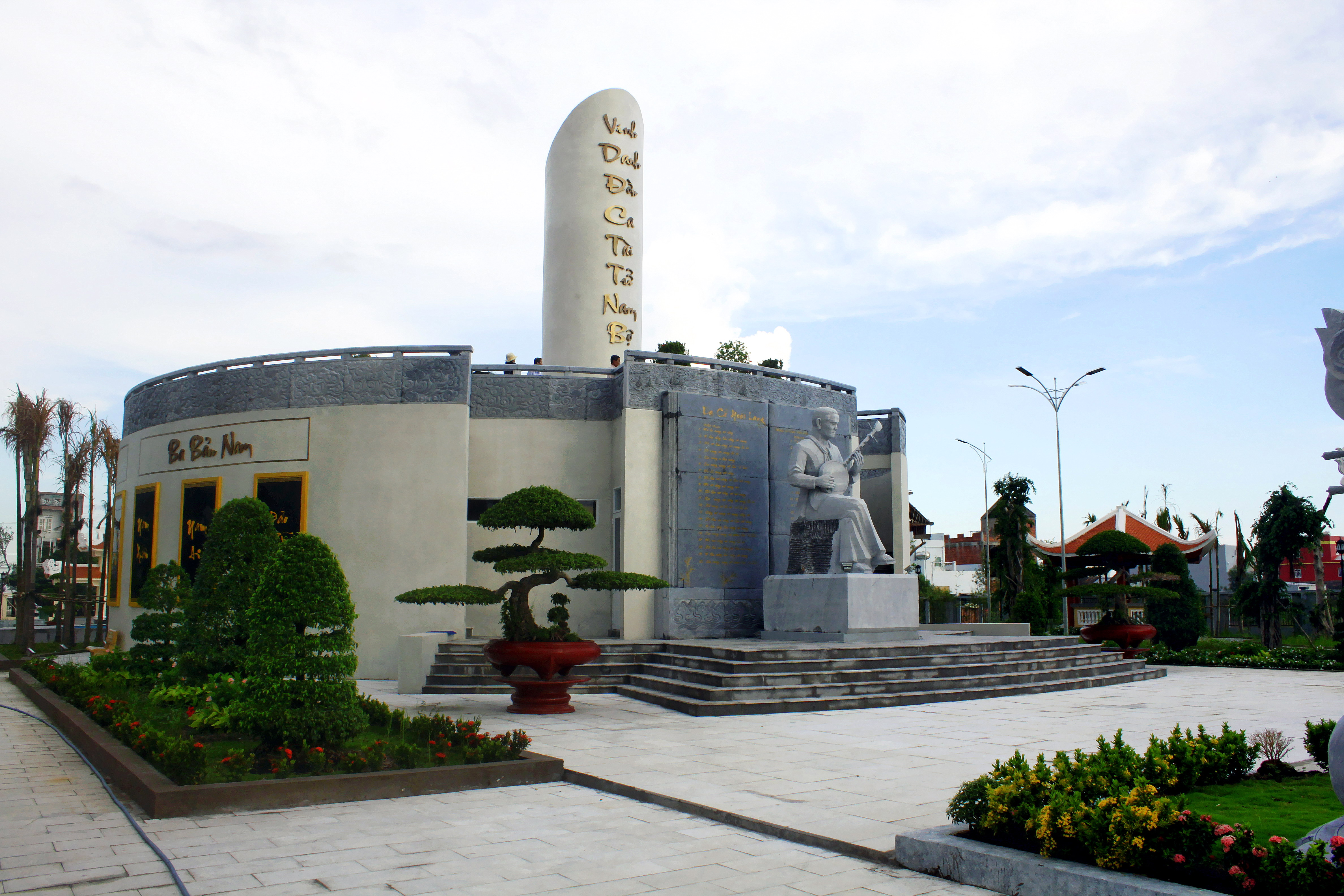
Tượng Cao Văn Lầu trong Khu lưu niệm nghệ thuật Đờn ca tài tử và nhạc sĩ Cao Văn Lầu ở thành phố Bạc Liêu.

Theo báo Thanh Niên, thì Cao Văn Lầu (Sáu Lầu) đã thổ lộ với bạn thân rằng: 
Tôi đặt bài này bởi tôi rất thương vợ. Năm viết bản Dạ cổ hoài lang, tôi đã ăn ở với vợ tôi được 3 năm mà không có con...Tiếng ra, tiếng vào của gia đình buộc tôi phải thôi vợ, nhưng tôi không đành. Tôi âm thầm chống lại nghiêm lệnh của gia đình, không đem vợ trả về cho cha mẹ mà đem gởi đến một gia đình có tấm lòng nhân hậu...
Tác giả bài báo kể tiếp: 
Trong thời gian dài, phu thê phải cam chịu cảnh "đêm đông gối chiếc cô phòng", Sáu Lầu thường mượn tiếng đàn để vơi cơn phiền muộn. Và bản Dạ cổ hoài lang đã ra đời trong bối cảnh như thế...
Tác giả Trung Tín trong một bài viết, cho biết thêm hai lời kể nữa:
Lời kể của nhạc sĩ Hai Ngưu :
Trong một đêm ông Sáu Lầu trực gác tại Nhà đèn Bạc Liêu vào năm 1920, do đau khổ trong hoàn cảnh nợ duyên ngang trái, ông xúc cảm viết thành bản nhạc lòng Dạ cổ hoài lang (Đêm khuya nghe tiếng trống nhớ chồng). Sau khi bản Dạ cổ hoài lang ra đời...ít lâu sau (nhờ vợ ông có thai) hai vợ chồng ông được tái hợp, để rồi sau đó hai ông bà đã có với nhau 7 người con.
Lời kể của nhà giáo Trịnh Thiên Tư với ông Chín Tâm (nguyên giảng viên Trường Quốc gia âm nhạc và kịch nghệ Sài Gòn): 
Năm ông Sáu Lầu 28 tuổi, ông được lệnh mẹ phải thôi vợ vì lý do "tam niên vô tự bất thành thê". Ông Sáu Lầu đau khổ nhưng không dám cãi lời mẹ dạy. Chiều chiều ông ôm cây đàn kìm ra sau vườn làm bạn tâm tình...
Bài này lúc đầu có 22 câu và ông đặt tên là Hoài lang. Danh ca Bảy Kiên nhận thấy có vài câu trùng ý, đề nghị rút lại còn 20 câu. Đồng thời ông Kiên còn thêm vào hai chữ "dạ cổ", thành ra "Dạ cổ hoài lang". Về lời ca, nhạc sĩ Sáu Lầu phóng tác theo bài thơ "Chinh phụ thán" của nhạc sư Nguyệt Chiếu – trụ trì chùa Phật Hòa Bình ở Bạc Liêu. Bài thơ mang âm hưởng tích "Tô Huệ Chức Cẩm Hồi Văn" đời nhà Tần bên Tàu.
Nhưng theo Trần Tấn Hưng (Năm Nhỏ) và những người đồng môn với ông Cao Văn Lầu, thì ông Lầu đã soạn được phần nhạc trước khi xa vợ. Ông Hưng kể:
Ông Cao Văn Lầu cùng các bạn học đồng thời đã được thầy là nhạc sư Lê Tài Khí (Nhạc Khị) hướng dẫn sáng tác theo một chủ đề là "Chinh phụ vọng chinh phu", được rút ra từ bản Nam ai Tô Huệ chức cẩm hồi văn. Lúc đó có nhiều người sáng tác, riêng ông Cao Văn Lầu trong năm Đinh Tỵ (1917) đã sáng tác một bản nhạc 22 câu, nhưng gặp phải hoàn cảnh vợ chồng ly tán...Vì quá đau buồn nên ông không thể tiếp tục đặt lời ca, mãi đến năm sau vợ chồng hàn gắn lại ông mới có đủ tinh thần chỉnh lý bản nhạc. Ông đã theo lời khuyên của bạn đồng môn là Ba Chột (tác giả bản Liêu Giang, tác phẩm được sáng tác cùng thời và cùng một chủ đề vừa nêu trên) bỏ bớt 2 câu trùng lắp còn lại 20 câu và tiếp tục đặt lời ca...
Và cũng theo ông Hưng, cái tên Dạ cổ hoài lang là của một nhà sư đặt cho bản nhạc:
Bản nhạc và lời ca đã sáng tác xong nhưng chưa có tên. Lại vừa đến rằm Trung thu (Mậu Ngọ, 1918) ông Lầu cùng các bạn đến thăm thầy luôn tiện đem bản nhạc ra trình. Ông Lầu đã dùng chiếc đàn tranh vừa độc tấu một lần và vừa đàn vừa ca thêm một lần nữa. Lúc đó, ngoài các thầy trò còn có mặt nhà sư Nguyệt Chiếu (một người rất tinh thâm Hán học và nhạc cổ truyền), chính thầy Nhạc Khị đã nhờ nhà sư đặt tên cho bản nhạc vừa tấu và nhà sư đã đặt tên là Dạ cổ hoài lang. Vậy, bản Dạ cổ hoài lang 20 câu nhịp đôi đã chính thức ra đời kể từ đêm đó..
Trần Phước Thuận ở Hội Khoa học Lịch sử Bạc Liêu, trong một bài viết đã kết luận:
Bản Dạ cổ hoài lang về nguyên nhân sáng tác tuy có dính líu một phần nào với hoàn cảnh chia ly của vợ chồng Cao Văn Lầu, nhưng nguyên nhân chính vẫn là nhờ sự hướng dẫn sáng tác của thầy Nhạc Khị với một tiêu đề định sẵn...

## Thời điểm ra đời
Thời điểm Dạ cổ hoài lang ra đời, ngoài những chi tiết khá khác nhau qua lời kể ở phần trên, còn có nhiều ý kiến chưa tương đồng nữa, kể cả ông Cao Kiến Thiết và Cao Văn Bỉnh, là hai người con của cố nhạc sĩ Cao Văn Lầu cũng chưa xác định được thời điểm, vì có lúc hai ông nói năm 1919 là năm ra đời bản Dạ cổ, có lúc hai ông lại nói năm 1919 là năm đổi tên Dạ cổ thành Vọng cổ .
Và theo các nhà nghiên cứu khác, thì:
- Ông Thành Châu (báo Văn học nghệ thuật, tháng 8 năm 1977), nhà thơ kiêm soạn giả cải lương Kiên Giang (Báo Long An, ngày 18 tháng 7 năm 1986), đồng cho rằng bài Dạ cổ hoài lang ra đời năm 1917.
- Nhạc sĩ Trọng Nguyễn (Kỷ yếu Từ Dạ cổ hoài lang, tr.40), Nghệ sĩ nhân dân Ba Vân tức Lê Long Vân (Kể chuyện cải lương, 1988, tr. 67), nhà nghiên cứu Đắc Nhẫn (Tìm hiểu âm nhạc cải lương, Nhà xuất bản TP. HCM, 1987, tr. 41), hai nhà sử học Nguyễn Q. Thắng và Nguyễn Bá Thế (Từ điển nhân vật lịch sử Việt Nam, Nhà xuất bản KHXH, 1992) không cho biết năm khởi thảo, nhưng đều nói bài Dạ cổ hoài lang ra đời năm 1918.
- Nhạc sĩ Trương Bỉnh Tòng (Kỷ yếu Từ Dạ cổ hoài lang, Nhà xuất bản Mũi Cà Mau, 1992, tr. 50), Lâm Tường Vân (Đặc san Quý Dậu 1993, Hội Ái hữu Bạc Liêu Nam Cali, tr. 28), Nguyễn Tư Quang (Tạp chí Bách Khoa số 63, Sài Gòn, 1959) thì năm sinh của bài Dạ cổ hoài lang là năm 1919.
- GS. Trần Quang Hải (con trai của GS. Trần Văn Khê)[9] cho là ca khúc ra đời vào năm 1920 và nhà nghiên cứu Toan Ánh nói "vào khoảng năm 1920" (Tìm hiểu nghệ thuật cầm ca, Nhà xuất bản Đồng Tháp, 1998, tr. 207-208)
- Ông Anh Đệ (Nghệ thuật sân khấu, Viện sân khấu, 1987, tr. 59) cho rằng năm sinh của bài Dạ cổ hoài lang là 1915.

Tuy nhiên, ý kiến cho rằng bài Dạ cổ hoài lang ra đời ngày 15 tháng 8 (âm lịch) năm Mậu Ngọ (nhằm ngày 19 tháng 9 năm 1918) được đa số nghệ sĩ Bạc Liêu và nhiều người đồng thuận hơn.

## Nghi vấn
Ông Nguyễn Tư Quang, tác giả bài báo Thử tìm xuất xứ bài Vọng cổ cho biết:
... Thoát thai của bản nhạc vốn là bài thơ có dạng như là một bài phú 20 câu lấy nhan đề là Dạ cổ hoài lang. Bài này do một nhà sư có pháp danh Nguyệt Chiếu, không rõ họ tên thật, tu trong một ngôi chùa ở làng Hòa Bình, tỉnh Bạc Liêu. Bài Dạ cổ ra đời năm 1919...
Ý kiến này được nhà nghiên cứu Toan Ánh đồng thuận, ông viết:
Ở chùa Hòa Bình tỉnh Bạc Liêu, có một nhà sư pháp danh là Nguyệt Chiếu. Thấy nhà sư nho học uyên thâm với tư tưởng ẩn dật, người ta đoán chừng là một văn nhân chống Pháp trong thời Cần Vương, nay thất thời nên tạm lánh mình vào cửa Phật...Tuy đã đi tu nhưng vẫn mang nặng tình non nước…nên nhà sư mới đem tâm sự mình ký gủi vào bài từ, đề là Dạ cổ hoài lang. Và bài thơ này được ông Sáu Lầu phổ ra nhạc...
Năm 1989, tại cuộc hội thảo ở Bạc Liêu, nhạc sĩ Trương Bỉnh Tòng cũng đã phát biểu: 
Vào những năm 1950-1952, nhóm sưu tầm nghiên cứu dân ca và cổ nhạc Nam Bộ gồm nhạc sĩ Quách Vũ, Ngọc Cung và ông. Rất tiếc là lúc ấy ông Cao Văn Lầu đang bệnh không ra được vùng giải phóng. Nhưng cũng may là nhóm tài tử ở Long Điền có người biết rành cho hay ông Sáu đã dựa vào bài thơ của nhà sư Nguyệt Chiếu mà phổ nhạc. Nhạc của nó là sự kết hợp giữa hai bài Hành Vân và Xuân nữ .
Nhưng qua tìm hiểu của ông Trần Phước Thuận ở Hội Khoa học Lịch sử Bạc Liêu, thì: 
Ở Bạc Liêu chỉ có một nhà sư pháp danh là Đạt Bảo tự Nguyệt Chiếu (1882–1947), trước ở chùa Vĩnh Phước An sau dời về chùa Vĩnh Đức, hiện mồ mả của nhà sư nằm ở sau chùa Vĩnh Đức. Không có chùa nào mang tên Hòa Bình như các tài liệu trên đã ghi. Ông vốn là tiền bối về nhạc lễ cổ truyền nhưng ông chưa bao giờ làm thơ. Các đệ tử của ông hiện còn sống đều xác nhận như vậy và chẳng ai nghe thầy nói gì về bài thơ trên. Như vậy, cái thuyết cho rằng "ông sáu Lầu đã dựa vào bài thơ của nhà sư Nguyệt Chiếu để sáng tác ra bản Dạ cổ hoài lang năm 1919" là hoàn toàn không có căn cứ.

## Lời bài ca

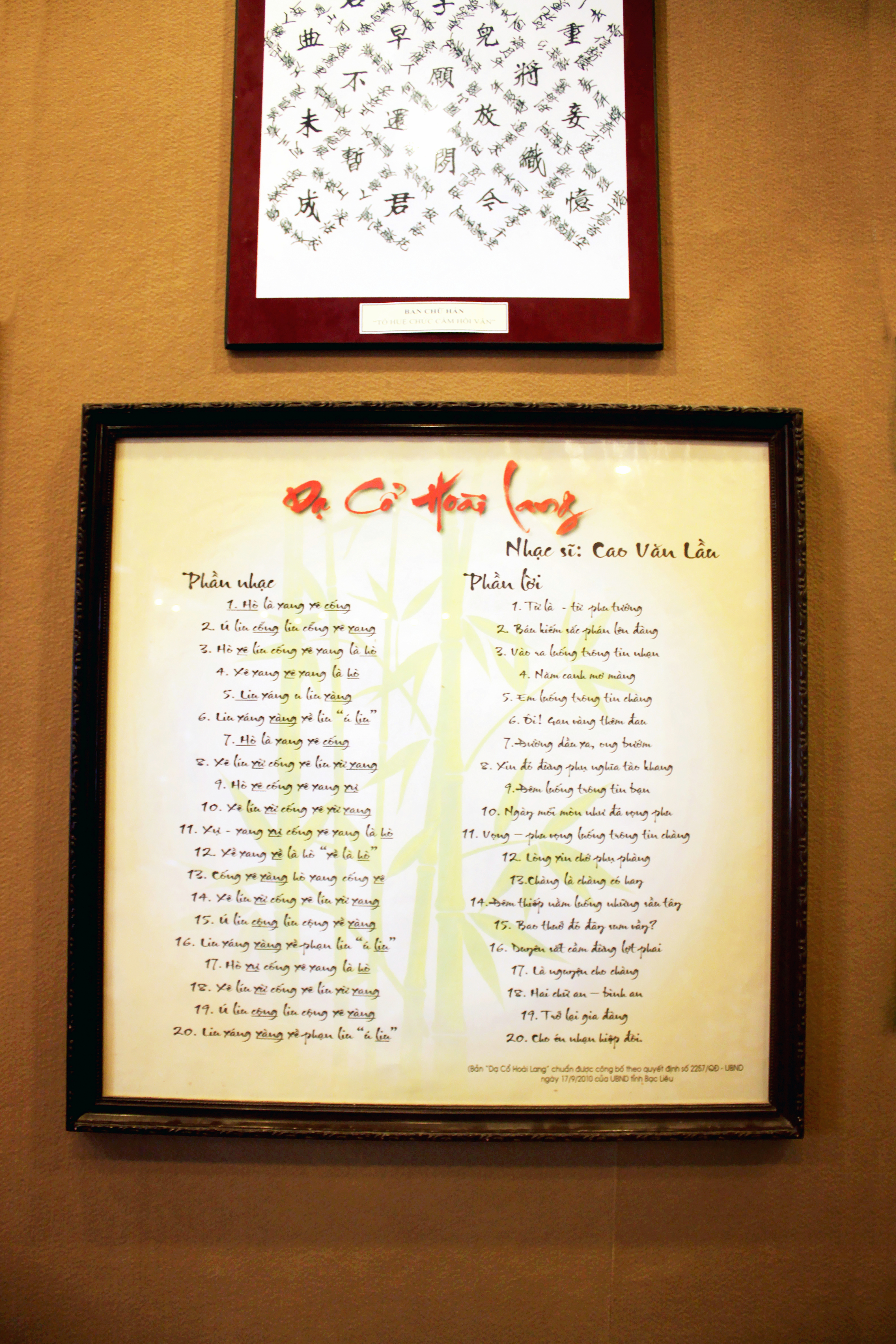
Bản Dạ cổ hoài lang được trưng bày trong khu lưu niệm trên

| Lời bài ca: 1. Từ, từ phu tướng 2. Báu kiếm sắc phán lên đàng 3. Vào ra luống trông thơ nhạn 4. Năm canh mơ màng 5. Trông tin chàng 6. Gan vàng càng lại thêm đau 7. Lòng dầu say ong bướm 8. Xin cũng đừng phụ nghĩa tào khang 9. Đêm luống trông tin bạn 10. Ngày mỏi mòn như đá vọng phu 11. Vọng phu vọng luống trông tin chàng 12. Xin đó chớ phụ phàng 13. Chàng, chàng có hay 14. Đêm thiếp nằm luống những sầu tây 15. Bao thuở đó đây sum vầy 16. Duyên sắc cầm tình thương với nhau 17. Nguyện cho chàng 18. Đặng chữ bình an 19. Trở lại gia đàng 20. Cho én nhạn hiệp đôi với đó đây | Ký âm cổ nhạc: (theo loại đàn dây Bắc) Hò là xang xê cống Ú liu cống liu cống xê xang Hò xê liu cống xê xang là hò Xê xang xê xang là hò Liu xáng u liu xàng Liu xáng xàng xề liu ú liu Hò là xang xê cống Xê liu xừ cống xê liu xừ xang Hò xê cống xê xang xự Xê liu xừ cống xê xừ xang Xự xang xự cống xê xang là hò Xề xang xề là hò xề là hò Cống xê xàng hò xang cống xê Xê liu xừ cống xê xừ xang Ú liu cộng liu cộng xê xàng Liu xáng xàng xề phạn liu ú liu Hò xự cống xê xang là hò Xê liu xừ cống xê liu xừ xang Ú liu cộng liu cộng xê xàng Liu xáng xàng xề phạn liu ú liu Bản Dạ cổ hoài lang sử dụng thang âm lên tới 7 cung, thuộc hệ thang âm Ai, Oán. |

## Giá trị
Ông Trần Phước Thuận nhận xét: 
Bản Dạ cổ hoài lang không dừng lại ở nguyên dạng như các bản nhạc cổ khác mà dần dần biến đổi hình thức, phát triển thành bản Vọng cổ làm thay đổi một phần lớn bộ mặt Cải lương. Đây cũng là điều tối ưu của nó, có lẽ là do tiếng nhạc du dương và lời ca bình dị rất hợp với người Nam Bộ; hình ảnh người chinh phụ ở đây đã hòa nhập thực sự vào cuộc đời thường, phản ảnh đúng tâm trạng yếu đuối của người phụ nữ khi xa chồng, nhất là trong những hoàn cảnh bắt buộc phải chia duyên rẽ thúy. Có lẽ chính cái "tính thường" này đã làm rung cảm người nghe...

## Thông tin thêm
- Bài này được đưa lên sân khấu lần đầu bởi gánh hát Năm Tú ở Mỹ Tho, rồi sau đó được sử dụng rộng rãi, nhất là trong tuồng cải lương. Và cũng vì thế, bản Dạ cổ hoài lang được chuyển dần thành nhiều nhịp. Năm 1924, tăng lên nhịp bốn. Từ khoảng 1934 đến 1944, tăng lên nhịp tám. Từ khoảng 1944 đến 1954, Vọng cổ tăng lên nhịp 16. Từ 1955 đến 1964, tăng lên nhịp 32 rồi nhịp 64 từ năm 1965 đến nay.[14]
- Nhạc sĩ Cao Văn Lầu là cha đẻ Dạ cổ hoài lang khởi điểm từ nhịp hai. Bản Vọng cổ từ nhịp bốn trở đi, trên những chặng đường phát triển, thuộc công trình chung của tài tử bốn phương. Và ông tổ cải lương không phải là Cao Văn Lầu, vì bản Dạ cổ hoài lang chào đời năm 1918, trong khi sân khấu cải lương ra đời khoảng năm 1916.[2]
- Ca khúc Lặng Sóng Trùng Dương do ca sĩ Xuân Mai và Hương Lan thể hiện được nhạc sĩ Viễn Châu viết lời mới dựa trên giai điệu của bản dạ cổ này.[15]

## Chuyển thể
Kịch nói Dạ cổ hoài lang: do NSƯT Thanh Hoàng sáng tác năm 1994 dựa trên bài hát Dạ cổ hoài lang. Vở diễn do NSƯT Công Ninh làm đạo diễn và ra mắt lần đầu tại Nhà hát 5B Võ Văn Tần, Thành phố Hồ Chí Minh. Các nghệ sĩ nổi tiếng tham gia diễn gồm có NSƯT Thành Lộc (vai ông Tư), NSND Việt Anh (vai ông Năm)... Vở diễn thành công đến mức đã đoạt được 4 huy chương vàng cho 4 nghệ sĩ khác nhau tại Liên hoan Sân khấu Chuyên nghiệp Toàn quốc năm 1995. Về sau vở Dạ cổ hoài lang được trình diễn ở Sân khấu kịch IDECAF, với sự tham gia của NSƯT Thành Lộc (vai ông Tư) và NSƯT Hữu Châu (vai ông Năm). Ngoài ra bản thân NSƯT Thanh Hoàng, NSƯT Hoài Linh... cũng từng thử sức với vai ông Tư trên sân khấu.
Phim điện ảnh Dạ cổ hoài lang: do Nguyễn Quang Dũng làm đạo diễn, được công chiếu năm 2017. Bộ phim có sự tham gia của NSƯT Hoài Linh (vai ông Tư), Chí Tài (vai ông Năm), NSƯT Ngọc Hiệp (vai bà Tư), cùng các diễn viên trẻ như Will (vai ông Tư lúc trẻ), Võ Đình Hiếu (vai ông Năm lúc trẻ) cùng các diễn viên khác.